# Zychy
Zychy est une localité polonaise de la gmina de Radoszyce, située dans le powiat de Końskie en voïvodie de Sainte-Croix.